# Verre de montre
Ne doit pas être confondu avec Verre (horlogerie).

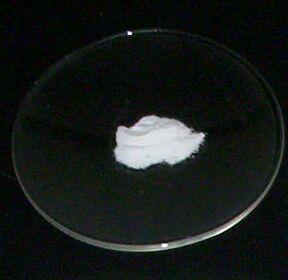

Un verre de montre est un équipement de laboratoire, de forme concave, en verre. On l'utilise principalement pour couvrir un bécher, pour évaporer un liquide, pour effectuer certaines réactions d'identification ou pour peser une quantité de matière (généralement sous forme solide).
À ne pas confondre avec le verre de la montre, ou glace de montre.